# Project N
Project N(プロジェクト エヌ)は財団法人東京オペラシティ文化財団が運営管理する美術館
東京オペラシティアートギャラリーが1999年にスタートした若手絵画の作家を紹介する企画の展覧会。
年に数人選ばれて展示されている。
寺田小太郎コレクションに関わる作家である難波田龍起の遺志により、若手作家を紹介する展覧会シリーズで、難波田の文化功労者年金をもとに開催されている。

## 開催された展覧会
- project N 01 南川史門 (1999年 12月3日 - 2000年 2月20日)
- project N 02 萩野僚介 (2000年 3月3日 - 5月14日)
- project N 03 今野尚行 (2000年 8月2日 - 10月9日)
- project N 04 佐佐木誠 (2000年 10月22日 - 12月28日)
- project N 05 蛯名優子 (2001年 1月12日 - 3月18日)
- project N 06 高橋信行 (2001年 4月4日 - 6月17日)
- project N 07 北浦信一郎 (2001年 7月1日 - 9月16日)
- project N 08 今澤正 (2001年 10月6日 - 12月24日)
- project N 09 田中栄子 (2002年 2月8日 - 5月6日)
- project N 10 英裕 (2002年 5月25日 - 8月15日)
- project N 11 大塚泰子 (2002年 8月31日 - 11月17日)
- project N 12 小木曽瑞枝 (2002年 12月7日 - 2003年 3月2日)
- project N 13 西澤千晴 (2003年 3月21日 - 6月8日)
- project N 14 井上実 (2003年 8月5日 - 10月15日)
- project N 15 牧谷光恵 (2003年 3月21日 - 2004年1月25日)
- project N 16 中山美央子 (2004年 2月21日 - 5月9日)
- project N 17 東亭順 (2004年 5月26日 - 7月11日)
- project N 18 高橋将貴 (2004年 7月24日 - 9月26日)
- project N 19 小西真奈 (2004年 10月16日 - 12月26日)
- project N 20 馬場恵 (2005年 1月15日 - 3月21日)
- project N 21 中岡真珠美 (2005年 4月8日 - 6月26日)
- project N 22 高木紗恵子 (2005年 7月15日 - 9月25日)
- project N 23 森本太郎 (2005年 10月15日 - 12月25日)
- project N 24 小林浩 (2006年 1月14日 - 3月26日)
- project N 25 ヒラタシノ (2006年 4月9日 - 6月18日)
- project N 26 山川勝彦 (2006年 7月8日 - 9月18日)
- project N 27 山内崇嗣 (2006年 10月7日 - 12月24日)
- project N 28 冨倉崇嗣 (2007年 1月14日 - 3月25日)
- project N 29 須藤由希子 (2007年 4月14日 - 7月1日)
- project N 30 田尾創樹 (2007年 7月21日 - 10月14日)
- project N 31 山口聡一 (2007年 11月13日 - 2008年1月14日)
- project N 32 名知聡子 (2008年 1月26日 - 3月23日)